# Protestele algeriene din 2010–2012
Protestele algeriene din 2010–2012 sunt o serie de proteste, care au loc în Algeria din ianuarie 2011 în continuare, parte a unor proteste similare care au loc în întreaga lume arabă. Printre cauzele enumerate de protestatari se numără șomajul, lipsa de locuințe, inflația prețurilor alimentelor, corupția, restricțiile privind libertatea de exprimare și condițiile precare de viață. Deși protestele erau un lucru normal în anii precedenți, ele au continuat și în decembrie 2010, iar în ianuarie 2011 creșterea bruscă a prețurilor alimentelor de bază a stârnit o serie de proteste și revolte de mare amploare de-a lungul țării. Acestea au fost înăbușite de măsuri guvernamentale pentru scăderea prețurilor produselor alimentare, dar au fost urmate de un val de autoincendieri, cele mai multe dintre ele în fața clădirilor guvernamentale. Partidele de opoziție, sindicatele și organizațiile pentru drepturile omului au început apoi să organizeze demonstrații săptămânale, în ciuda faptului că acestea erau ilegale fără permisiunea guvernului deoarece era stare de urgență. Guvernul a suprimat aceste demonstrații pe cât posibil, promițând că va pune capăt stării de urgență. Starea de urgență a fost ridicată pe 24 februarie 2011.